# Gavrinis
Gavrinis (in bretone: Gavriniz) è una piccola isola (0,15 km²) disabitata della regione francese della Bretagna (Francia nord-occidentale), situata nel Golfo del Morbihan (Oceano Atlantico), nel sud-ovest della regione, ed appartenente - dal punto di vista amministrativo - al territorio comunale di Larmor-Baden.
L'isola è conosciuta per un celebre monumento preistorico, il Cairn di Gavrinis (Cairn de Gavrinis).

## Etimologia
Il toponimo Gavrinis è a volte interpretato come un nome derivato dal bretone gavr, che significa "capra", e enez (pronunciato inis), ovvero "isola". Il nome significherebbe dunque "isola delle capre". Effettivamente, a differenza del bretone moderno in cui "isola delle capre" si dice piuttosto enez ar c'havr, il bretone antico ricorreva sovente all'inversione tra soggetto e complemento di specificazione, rendendo dunque verosimile l'interpretazione. Tuttavia questa è un'etimologia popolare basata sulla pronuncia moderna del nome, che nulla a che fare con la realtà.
Infatti l'isola è menzionata per la prima volta in documenti antichi col nome bretone di Guirv Enes nel 1184 e di Guerg Enes nel 1202. Guerg non ha nulla a che vedere col termine "capra" che in bretone antico è gabr, ma è invece apparentato al gallese medio gwery, "attivo", e all'irlandese antico ferg, "collera" (in irlandese moderno fearg), così come ai termini germanici della famiglia di work e werk. È ugualmente correlato al termine dialettale francese verchère, dal latino volgare uercaria o auergaria, a sua volta tratto dal celtico *are-uerg-aria, "campo coltivato". Dunque il nome significherebbe piuttosto "isola coltivata", in opposizione a gueld enes, "l'isola incolta", altro nome d'isola menzionato in una vita di San Maudez ricopiata nel XVII secolo da un manoscritto dell'XI secolo.

## Geografia

### Collocazione
Gavrinis si trova nel tratto occidentale del Golfo del Morbihan, al largo della località di Larmor-Baden, a sud dell'Île Berder e tra l'Île Longue e l'Île-aux-Moines (rispettivamente ad est della prima e a sud-ovest della seconda).

### Dimensioni
L'isola misura 750 metri in lunghezza e 400 in larghezza.

## Monumenti

### Il cairn di Gavrinis
Nella parte meridionale dell'isola, si trova il cairn (tumulo) di Gavrinis, un monumento megalitico scoperto nel 1832 e risalente al Neolitico (3500 a.C.).
Si tratta di una camera funeraria (una delle più antiche della Bretagna) formata da una copertura in granito della circonferenza di circa 100-120 m e dell'altezza di circa 8 metri che sovrasta un dolmen, il più lungo della Francia (16 m).
Il tumulo è composto inoltre da una galleria formata da 29 pietre, che recano incisioni raffiguranti vari elementi simbolici.
La sua collocazione nell'isola e il fatto che per motivi sconosciuti il tumulo venne completamente ricoperto di sabbia nel 3000 avanti cristo circa, ha permesso che il monumento si conservasse pressoché intatto fino al giorno della scoperta.

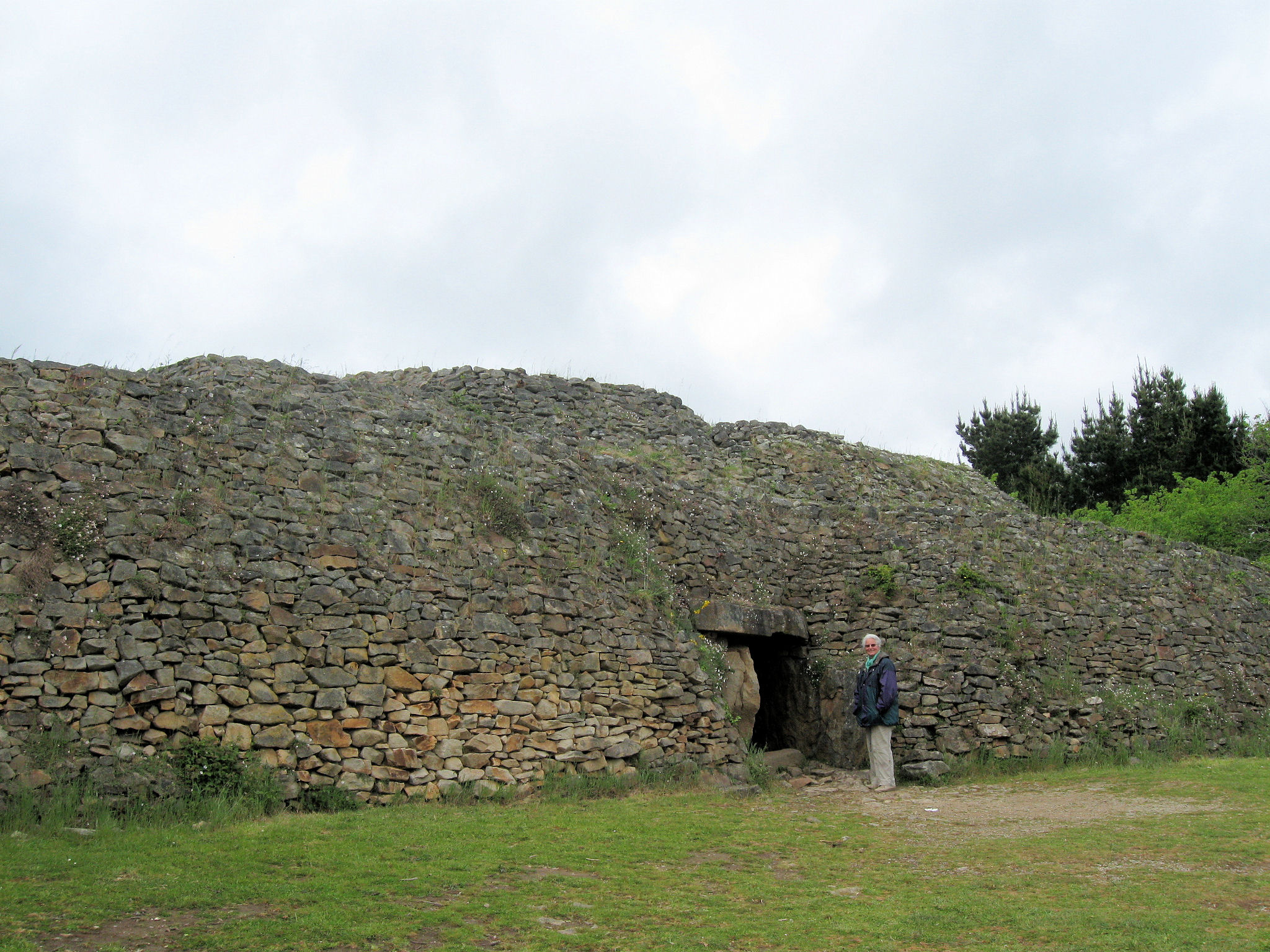
Il cairn di Gavrinis.

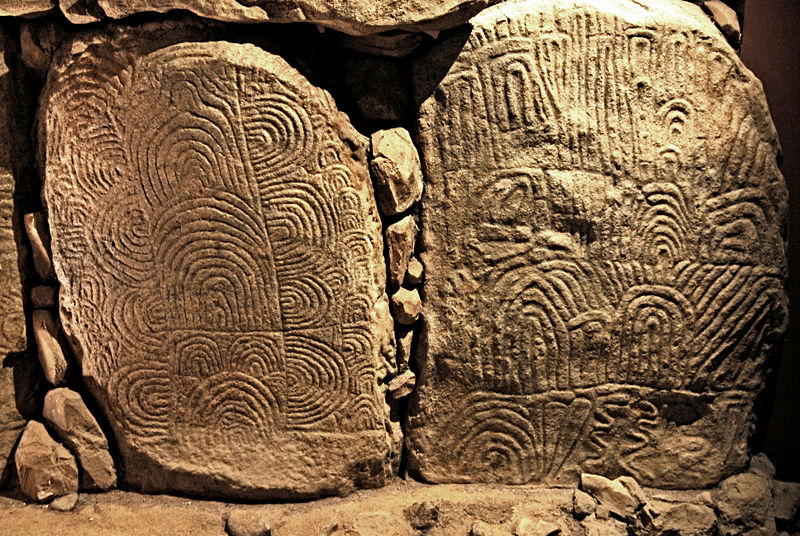
Pietre incise all'interno del tumulo.

## Trasporti
L'isola è raggiungibile in 10 minuti tramite un servizio di traghetto dalla località di Larmor-Baden.